# Калькройт, Фридрих Адольф фон
Граф (с 1786) Фридрих Адольф фон Калькройт (нем. Friedrich Adolf Graf von Kalckreuth; 22 февраля 1737, Зоттерхаузен — 10 июня 1818, Берлин) — прусский фельдмаршал.

## Биография
Фридрих Адольф фон Калькройт родился 22 февраля 1737 года в Зоттерхаузене; с юности избрал военную карьеру. 
Получил отличное образование. 25 января 1752 года в 15-ти лентем возрасте он вступил юнкером в гвардейский корпус и 15 июля 1753 года был произведён в корнеты. Он принял участие в Семилетней войне (1756/63) и сражался при Лобозице, Праге, Россбахе, Цорндорфе, Хохкирхе и Фрайберге.
16 февраля 1757 года он был произведён в подпоручики и 1 ноября 1758 года назначен генерал-адъютантом принца Генриха Прусского. За заслуги в сражении при Фрайберге (29 октября 1762) Фридрих II произвёл его в майоры.
Калькройт разделял критическое отношение принца Генриха к своему брату, королю Фридриху II, и в 1766 году под предлогом связи с женой принца Генриха был удален в Восточную Пруссию. В 1786 году король Фридрих Вильгельм II снял с него все обвинения, вернул ко двору и пожаловал графский титул.
Во время прусской интервенции в Голландию в 1787 году Калькройт показал себя умелым командиром отряда. В 1790 году был произведён в генерал-лейтенанты.
Калькройт симпатизировал Французской революции и был противником союза с Австрией. Тем не менее, во время войны Первой коалиции он оказался успешным генералом в кампании против Франции. В 1792 году путем умелых переговоров с генералом Келлерманом он добился беспрепятственного отхода прусского арьергарда. Позже он возглавил осаду Майнца, который заставил капитулировать 23 июля 1793 года. Условия капитуляции были согласованы с Франсуа Игнасом Эрвуалем д'Ойре и предусматривали почетную капитуляцию.
В последующие годы он выступал за союз с Наполеоном, которым восхищался. В кампании 1806 года он возглавил вторую резервную дивизию, что считал неудачей. Калькройт не был согласен с войной, критиковал армейское руководство и предвидел катастрофу. Он выполнял свои обязанности до такой степени, что его обвинили в том, что он внес значительный вклад в предсказанное им поражение в битве при Ауэрштедте. При отступлении Калькройт повел остатки армии, теперь находившейся под его командованием, на север, вокруг Гарца, но был вынужден передать их князю Гогенлоэ, который вскоре после этого сдался вместе с армией под Пренцлау.
Калькройту было поручено командование в Западной и Восточной Пруссии. Позже он возглавил оборону Данцига, но 24 мая 1807 года после 76-дневной осады ему пришлось сдать крепость маршалу Лефевру. С ним была согласована капитуляция по условиям сдачи Майнца и он смог отойти со своими войсками в Восточную Пруссию. После Фридландской битвы Калькройт 25 июня 1807 года заключил Тильзитское перемирие и подписал Тильзитский мир, за которым 12 июня последовало крайне неблагоприятное соглашение относительно его исполнения. В этих переговорах Калькройт позволил своему партнеру маршалу Бертье, который льстил ему и апеллировал к восхищению Калькройта Наполеоном, переиграть себя.
За  защиту Данцига он был произведён в генерал-фельдмаршалы, затем в 1807 году назначен губернатором Кёнигсберга, в 1809 году — Берлина, в 1812 году — Бреслау. В 1814 году вновь назначен губернатором Берлина.
Граф Фридрих Адольф фон Калькройт умер 10 июня 1818 года в городе Берлине и был похоронен на Юго-Западном церковном кладбище в Штансдорфе.

## Награды
Королевства Пруссия:
- Орден Чёрного орла (24 июля 1793)[2]
- Орден Красного орла (как кавалер ордена Чёрного орла)

Российской империи:
- Орден Святой Анны 1-й степени (3 июня 1802)
- Орден Святого Александра Невского (3 июня 1802)
- Орден Святого апостола Андрея Первозванного (3 июня 1802)[4].